# Ардишаускайте, Ингрида
Ингрида Ардишаускайте (лит. Ingrida Ardišauskaitė; род. 17 января 1993, Утена) — литовская лыжница, участница Олимпийских игр в Сочи.

## Карьера
В Кубке мира Ардишаускайте дебютировала 21 января 2012 года, с тех пор стартовала в шести личных гонках в рамках Кубка мира, но не поднималась в них выше 51-го места и кубковых очков не завоёвывала.
На Олимпийских играх 2014 года в Сочи заняла 62-е место в спринте и 67-е место в гонке на 10 км свободным стилем.
За свою карьеру принимал участие в двух чемпионатах мира, лучший результат 14-е место в командном спринте на чемпионате мира 2011 года, а в личных гонках 58-е место в гонке на 10 км классическим стилем на том же чемпионате.
Использует лыжи производства фирмы Fischer.